# Hendrick ter Brugghen

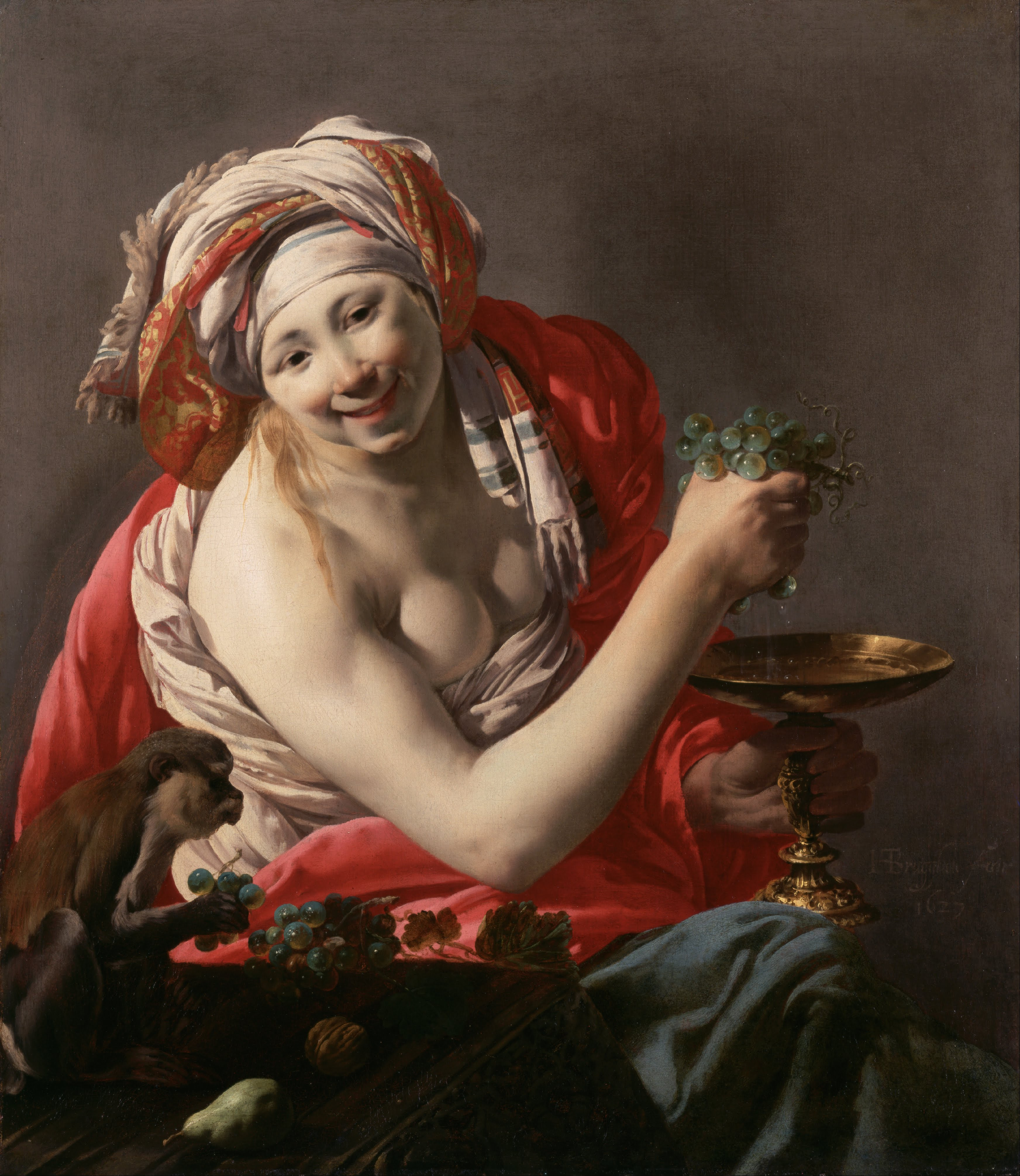
Bacchante with an Ape (1627), 100 x 90 cm, Museu J. Paul Getty, Los Angeles

Hendrick Jansz ter Brugghen (ou Terbrugghen) (1588 - 1º de novembro de 1629) foi um pintor holandês de cenas de gênero e temas religiosos. Ele foi um dos seguidores holandeses de Caravaggio, os chamados Caravaggisti de Utrecht. Junto com Gerard van Honthorst e Dirck van Baburen, Ter Brugghen foi um dos mais importantes pintores holandeses influenciados por Caravaggio.
A primeira referência breve ao pintor está em Het Gulden Cabinet (1661) de Cornelis de Bie, onde ele é erroneamente chamado de Verbrugghen.  Outro breve relato é encontrado na Teutsche Academie (1675) de Joachim von Sandrart, onde ele é chamado de Verbrug. Aqui ficamos sabendo que ele estudou com Abraham Bloemaert, um pintor maneirista. 
É certo que ele foi o único pintor holandês em Roma durante a vida de Caravaggio. 
Ele já constava como membro da guilda de pintores de Utrecht em 1616 e, em 15 de outubro daquele ano, casou-se com Jacomijna Verbeeck, enteada de seu irmão mais velho Jan.
Ter Brugghen morreu em Utrecht em 1º de novembro de 1629, possivelmente vítima da peste. A família estava morando em Snippenvlucht. O último dos oito filhos de Ter Brugghen, Hennickgen, nasceu quatro meses depois, em 14 de março de 1630. 
Ele certamente estudou a obra de Caravaggio, bem como a de seus seguidores - os Caravaggisti italianos -, como Orazio Gentileschi. A obra de Caravaggio causou uma grande sensação na Itália. Suas pinturas eram características por sua técnica ousada de tenebroso - o contraste produzido por superfícies claras e brilhantes ao lado de seções sombrias e escuras -, mas também pelo realismo social dos temas, às vezes encantadores, às vezes chocantes ou totalmente vulgares. Outros pintores italianos que tiveram influência sobre Ter Brugghen durante sua estada na Itália foram Annibale Carracci, Domenichino e Guido Reni.
Ao retornar a Utrecht, ele trabalhou com Gerard van Honthorst, outro dos Caravaggisti holandeses. Os temas favoritos de Ter Brugghen eram figuras de meio corpo de bêbados ou músicos, mas ele também produziu imagens religiosas em grande escala e retratos de grupos. Ele carregou consigo a influência de Caravaggio, e suas pinturas têm um forte uso dramático de luz e sombra, além de temas emocionalmente carregados. Seu tratamento de temas religiosos pode ser visto refletido na obra de Rembrandt, e elementos de seu estilo também podem ser encontrados nas pinturas de Frans Hals e Johannes Vermeer. Peter Paul Rubens descreveu o trabalho de ter Brugghen como “...superior ao de todos os outros artistas de Utrecht”.

## Obras

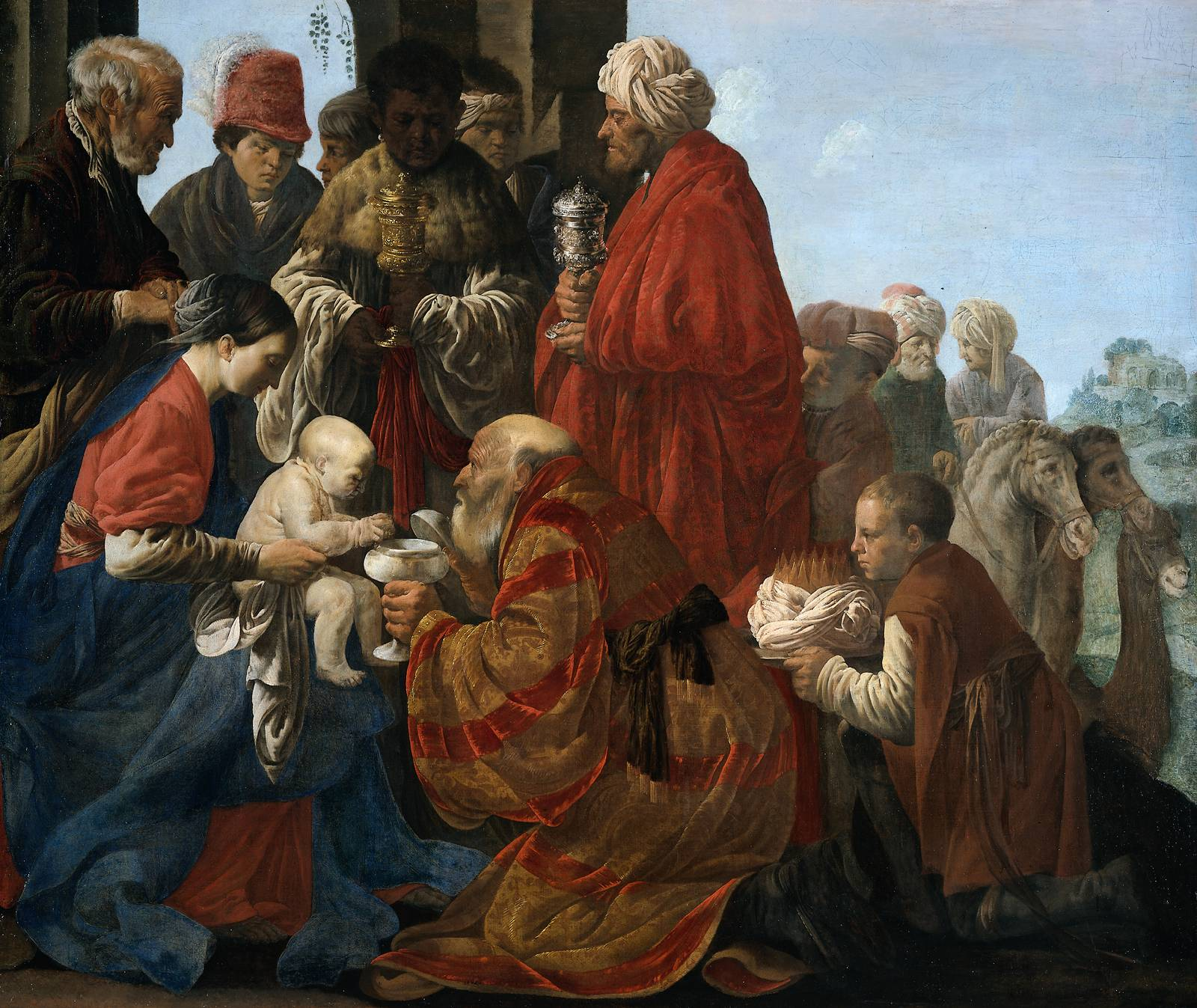
The Adoration of the Magi (1619), 132.5 x 160.5 cm, Rijksmuseum, Amsterdam
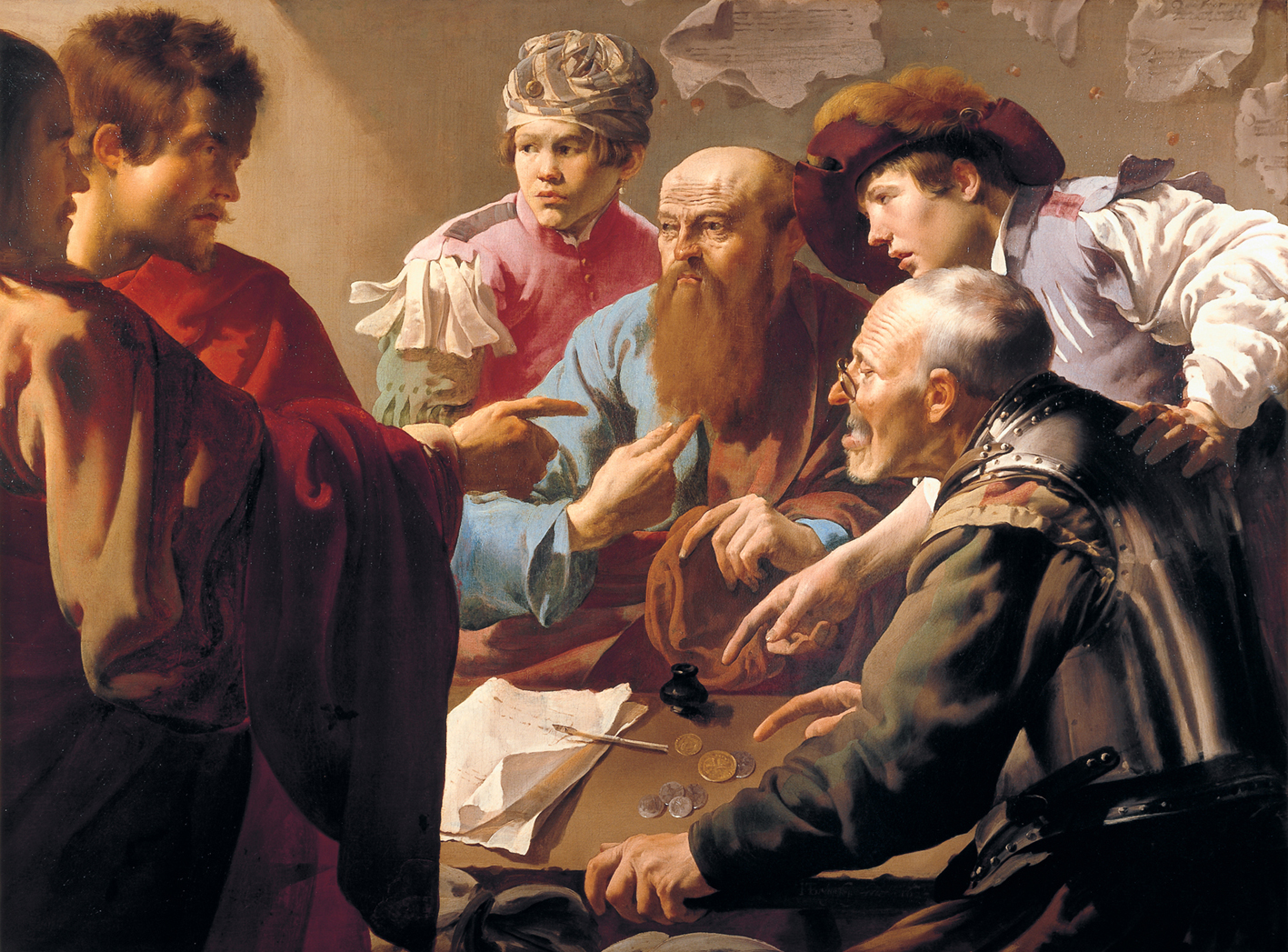
The Calling of St. Matthew (1621), 102 × 137 cm, Centraal Museum, Utrecht
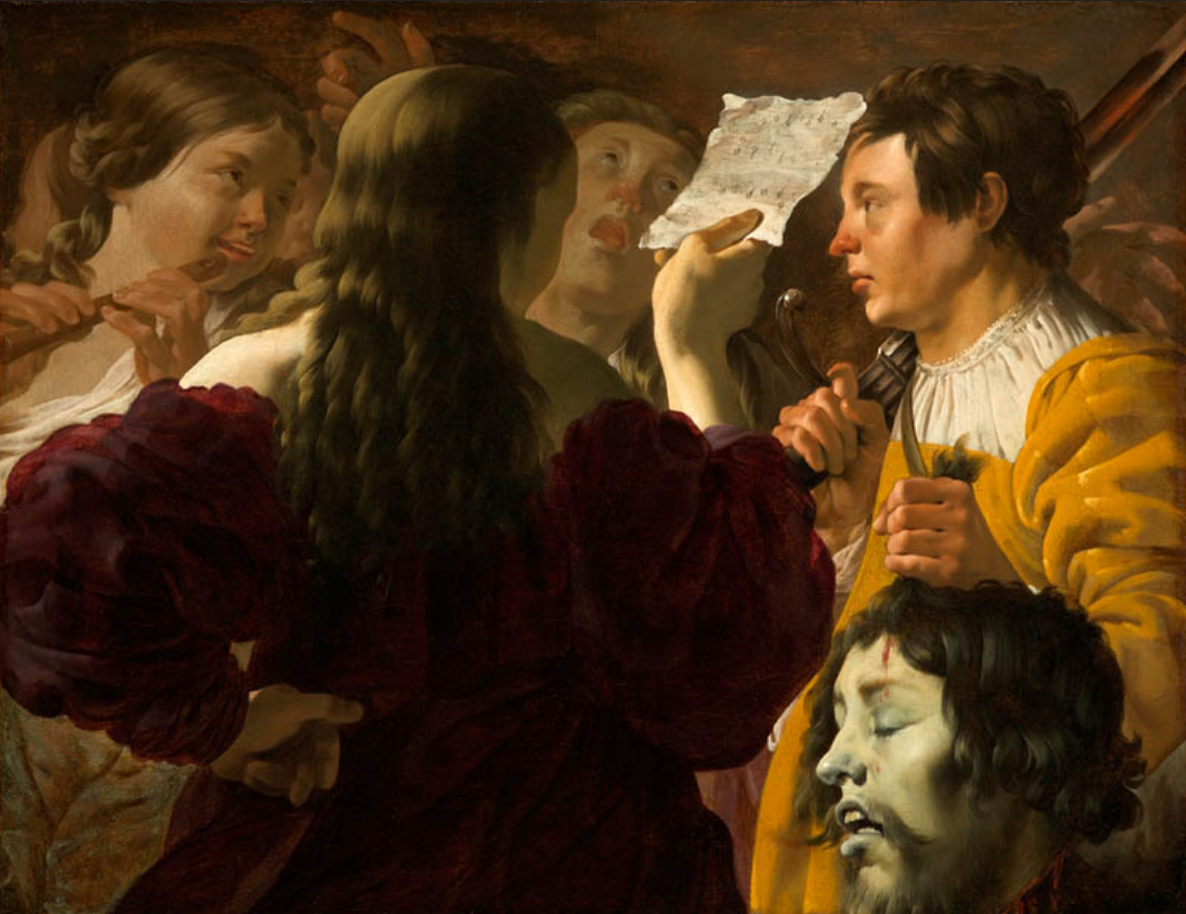
David Saluted by the Israelite Women (1623), North Carolina Museum of Art, Raleigh
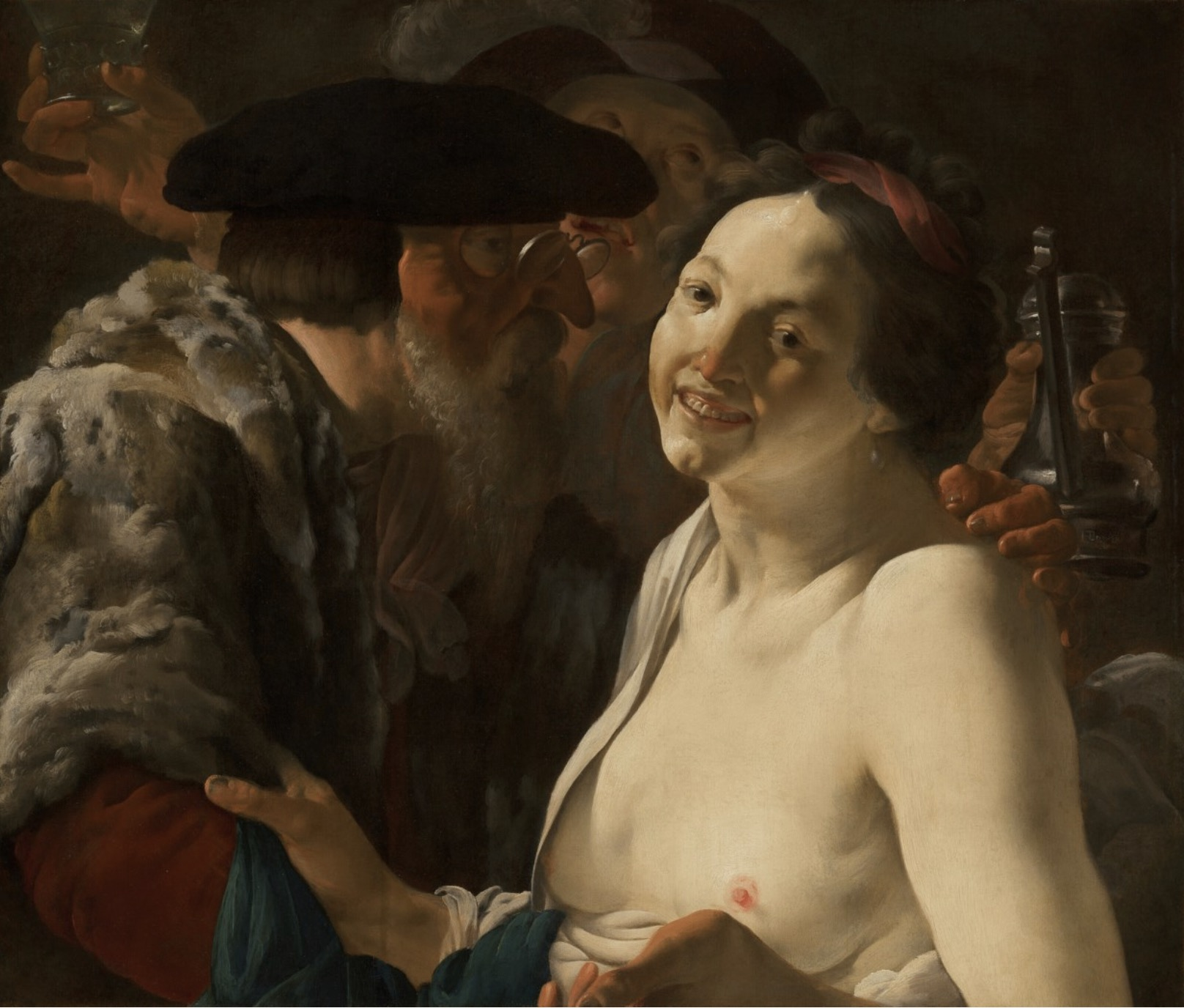
Unequal Couple, c. 1623
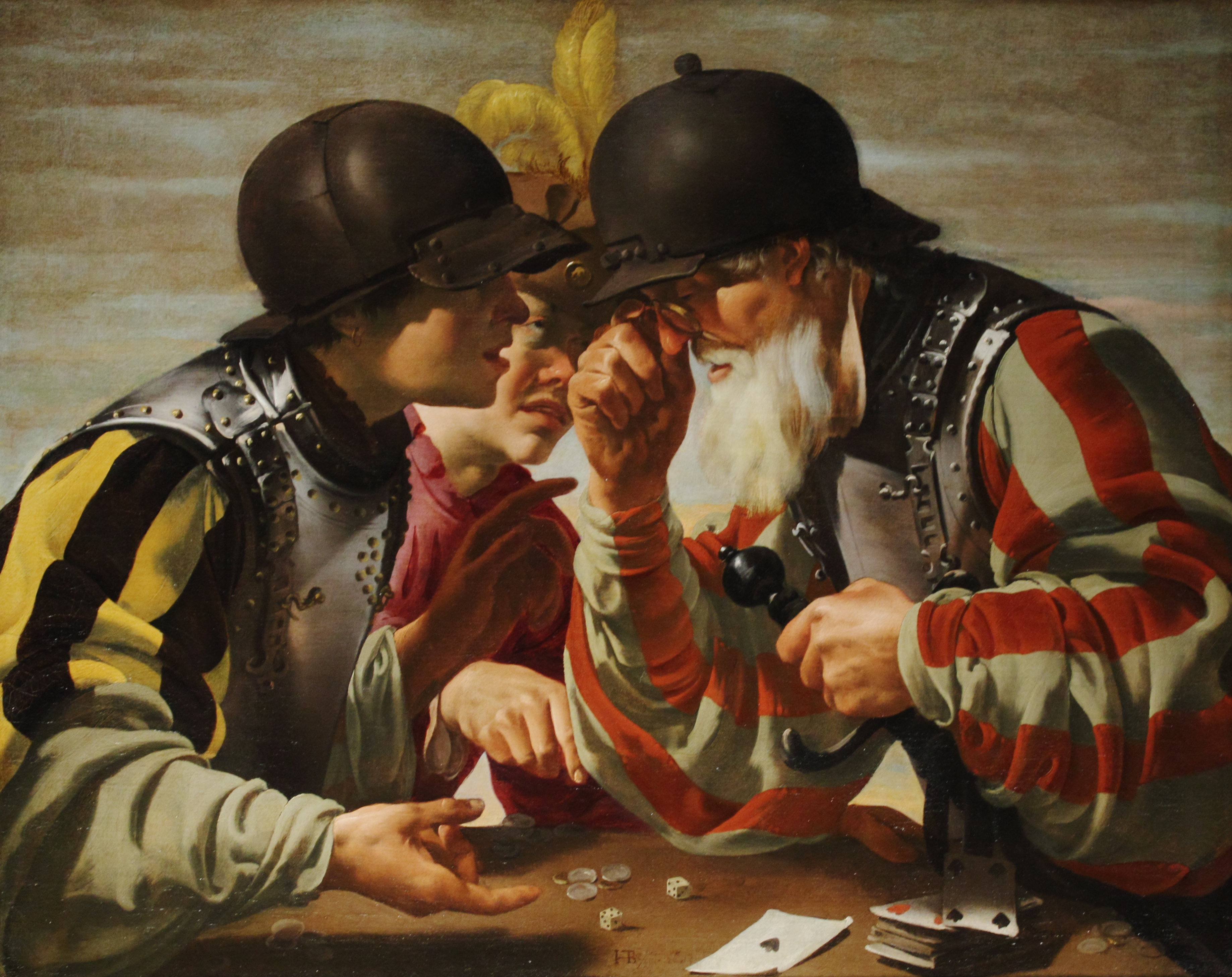
The Card Players, 1623
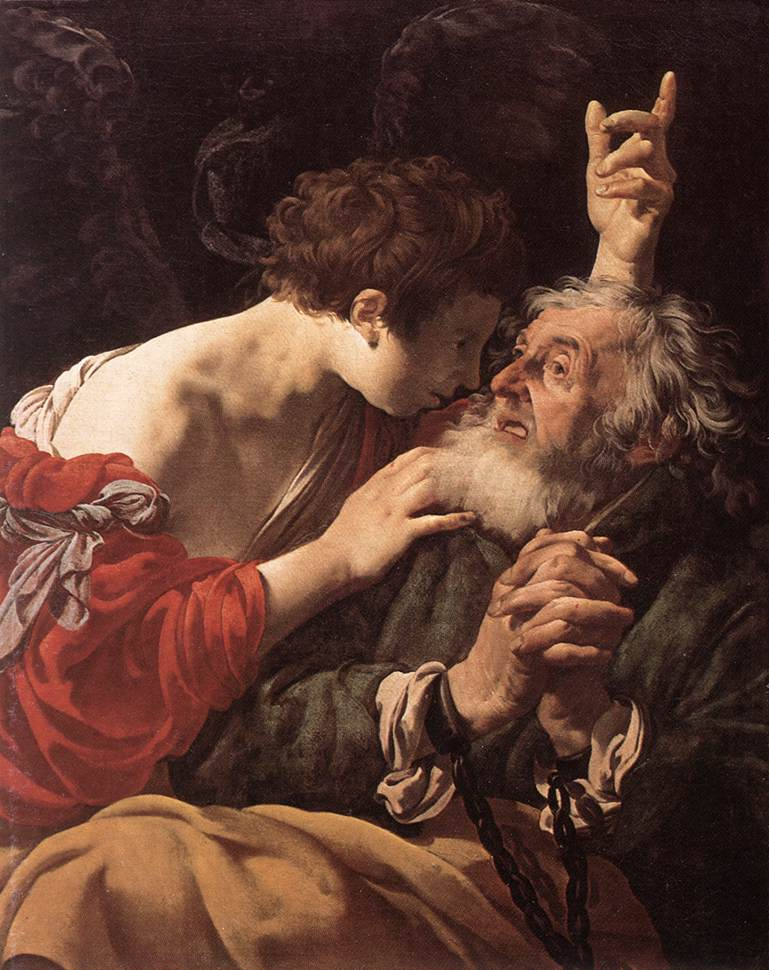
The Liberation of Peter (1624), 104.5 × 86.5 cm, Koninklijk Kabinet van Schilderijen Mauritshuis, The Hague
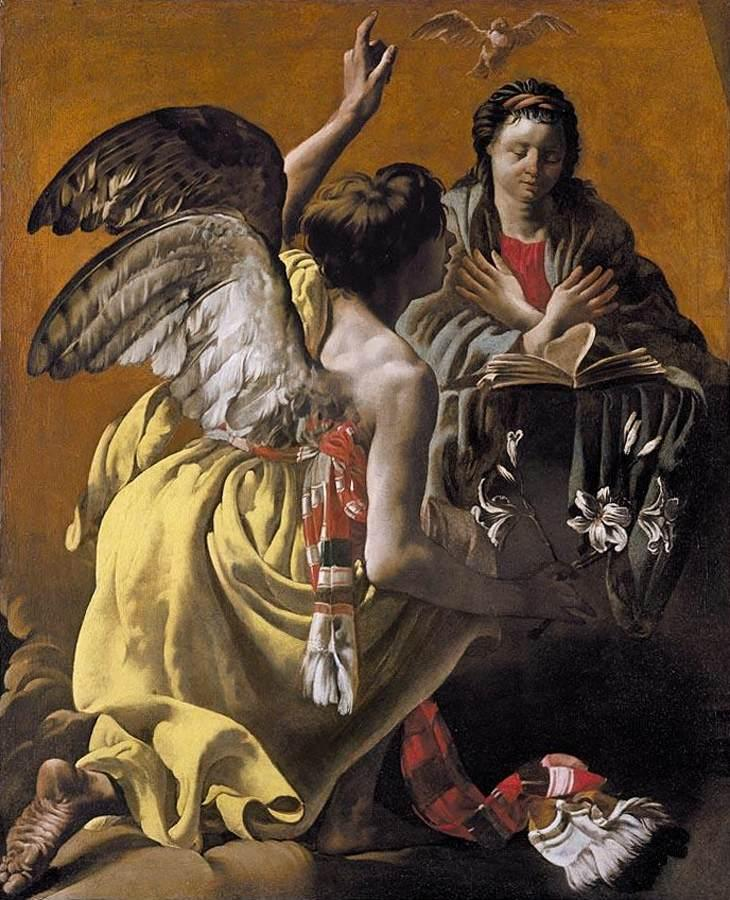
The Annunciation (1624), 134 x 85 cm, Whitfield Fine Art, London, London
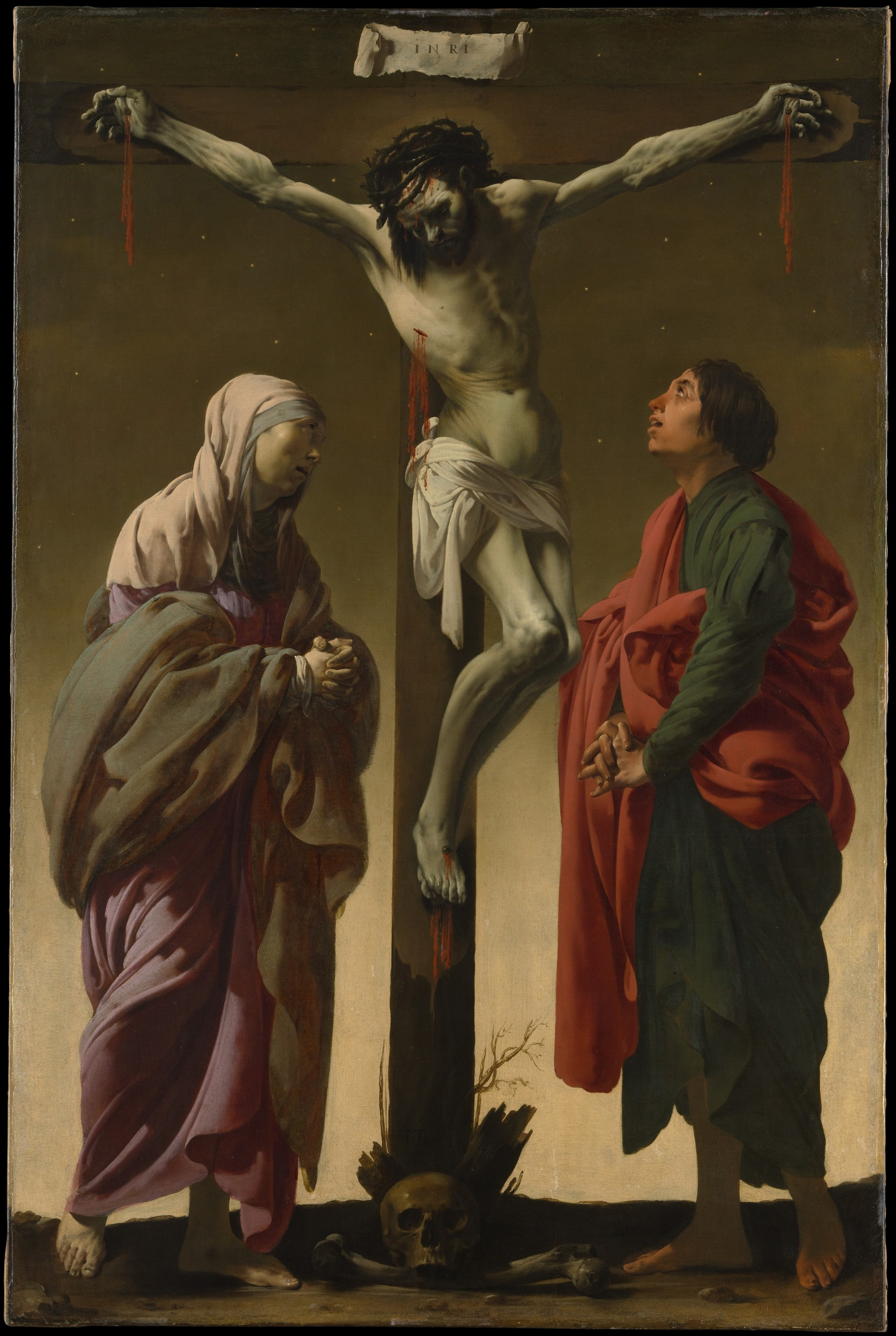
The Crucifixion with the Virgin and St. John, (c. 1625), 154.9 x 102.2 cm, Metropolitan Museum of Art, New York City
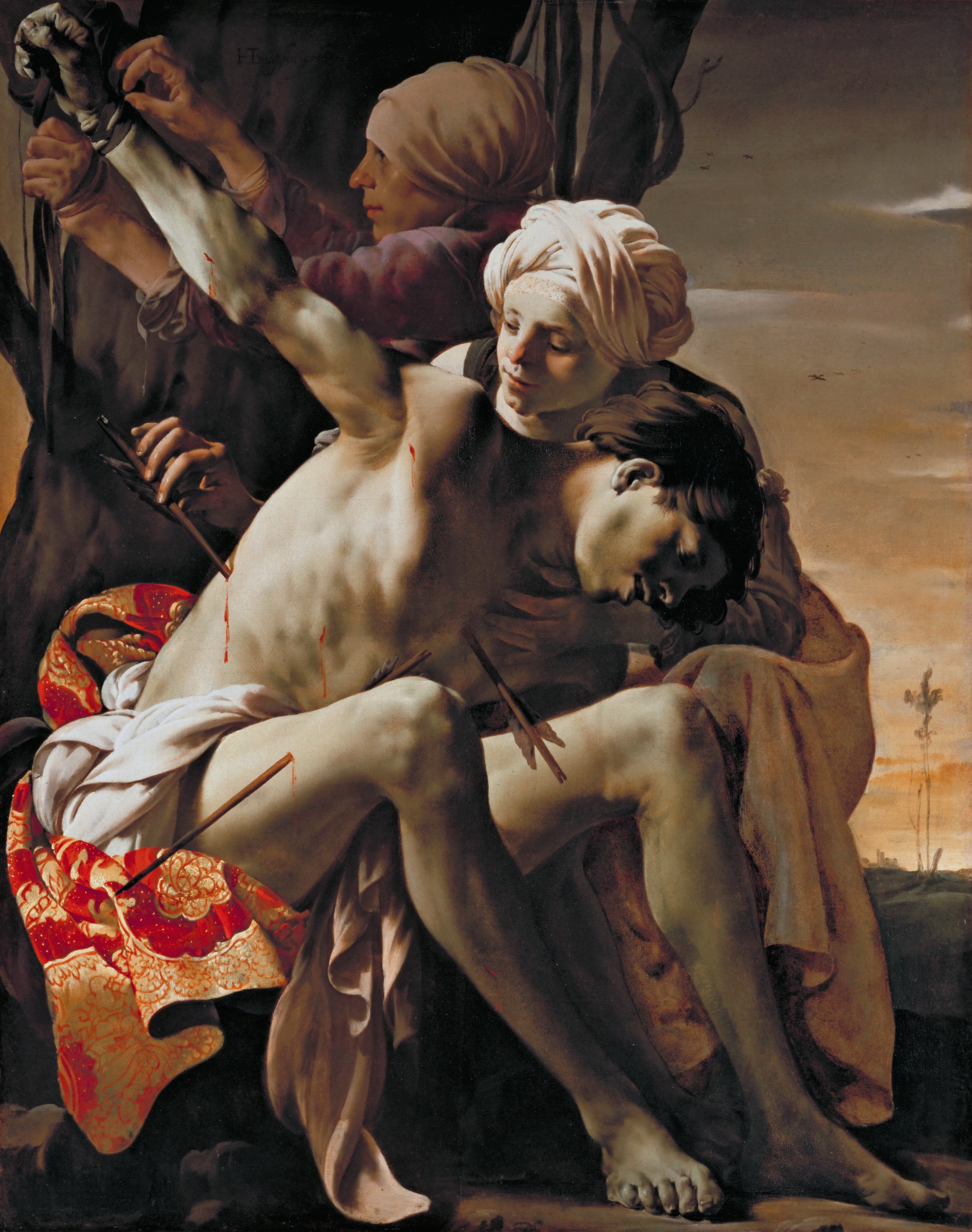
Saint Sebastian Tended by Irene (1625), 149 x 119.4 cm, Allen Memorial Art Museum, Oberlin
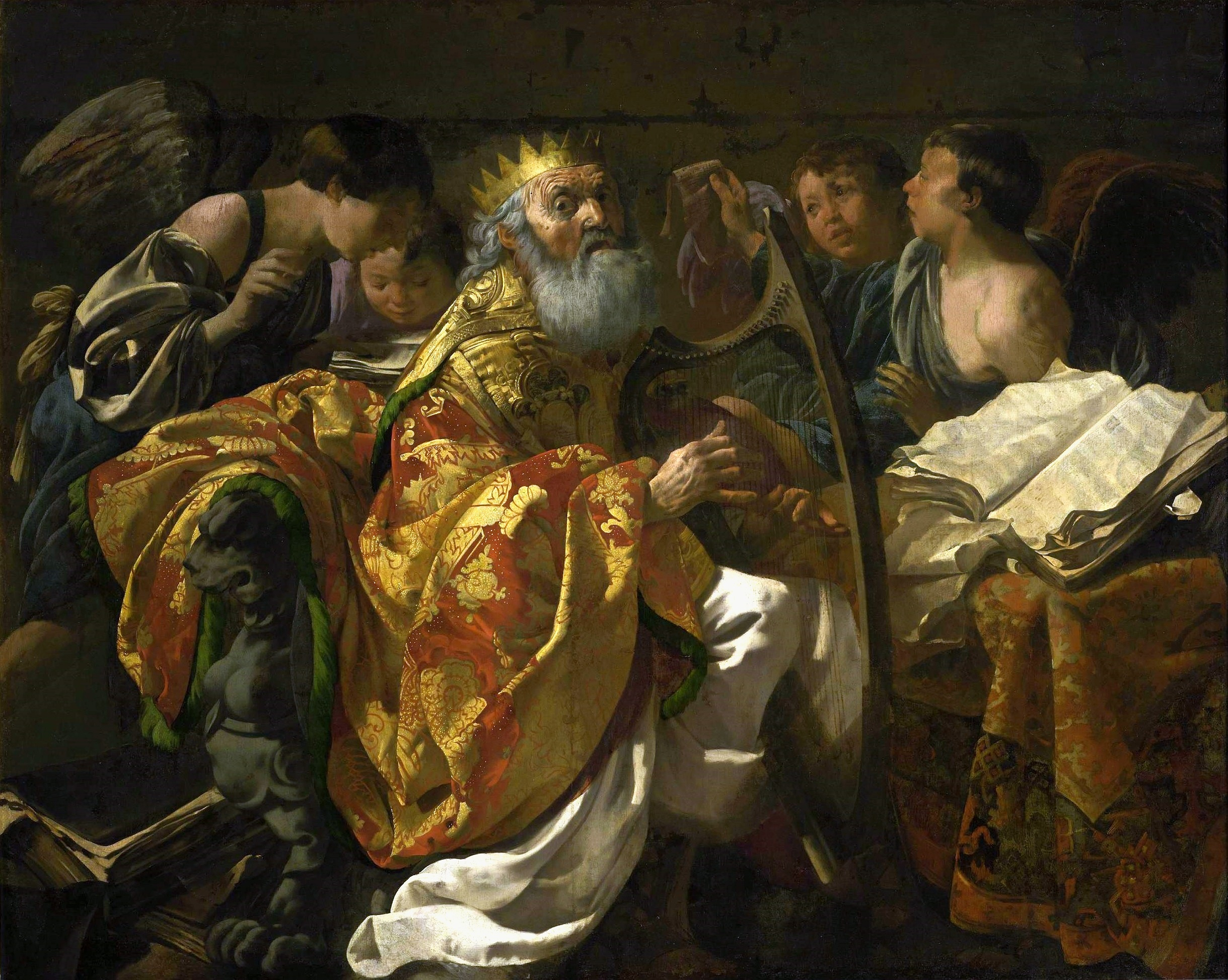
King David Playing the Harp, Warsaw National Museum, Warsaw
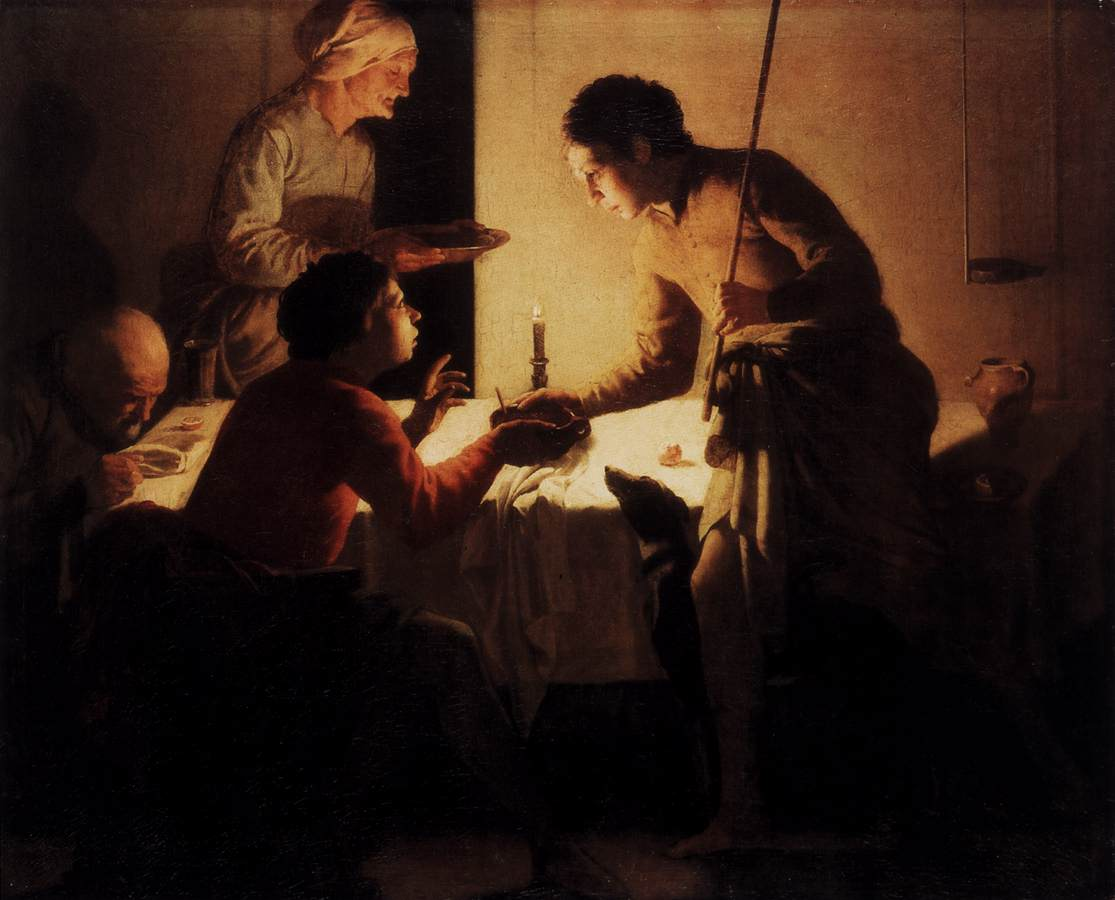
Esau Selling His Birthright (1625), 84.9 x 116.3 cm, Gemäldegalerie, Berlin
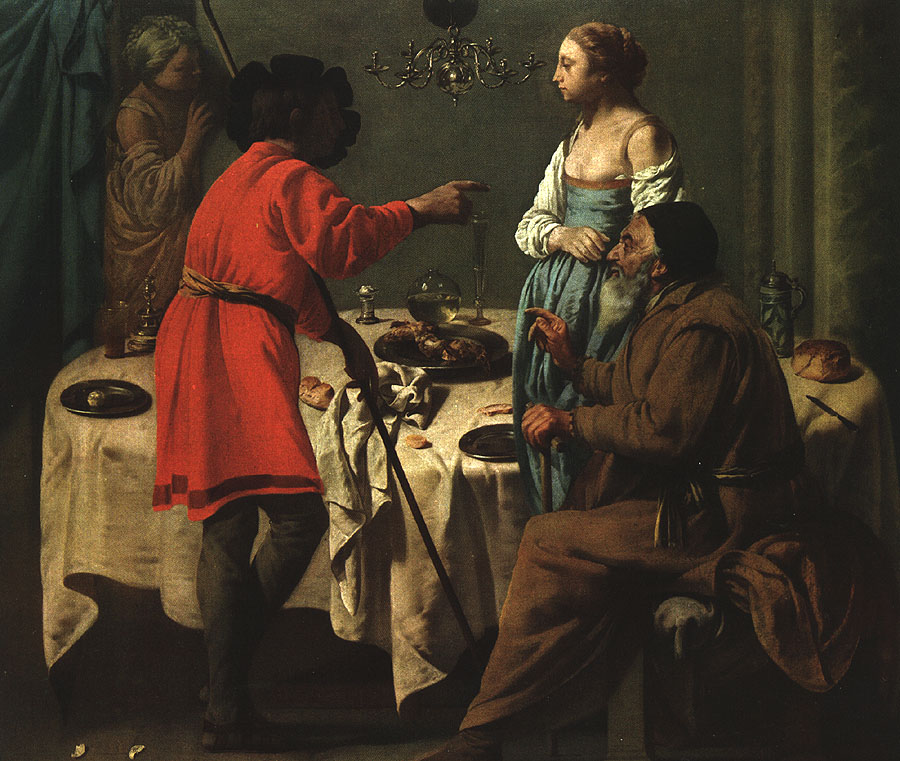
Jacob Reproaching Laban (1627),  National Gallery, London
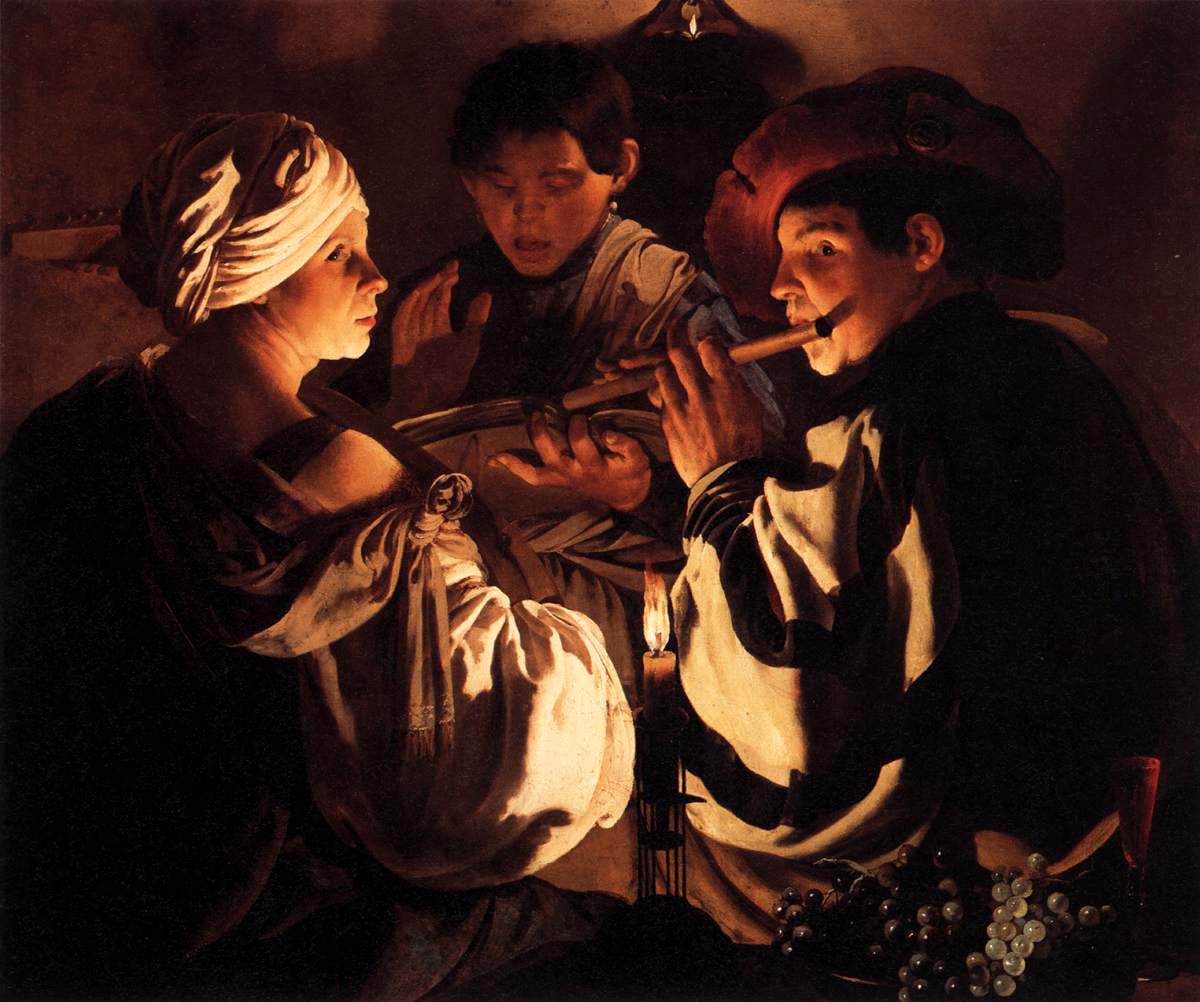
The Concert (1627), 99.1 x 116.8 cm, National Gallery, London
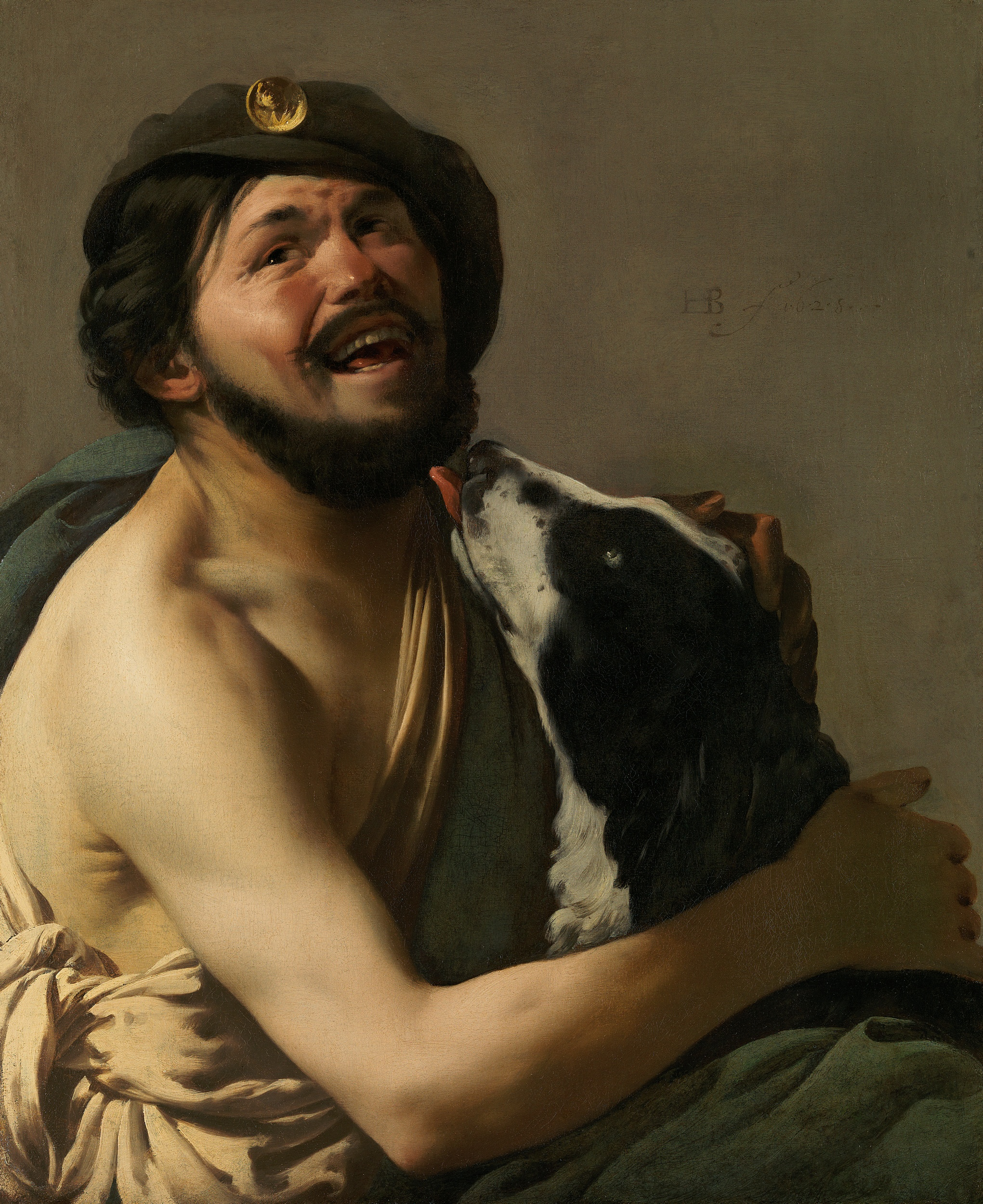
A Laughing Bravo with his Dog (1628)
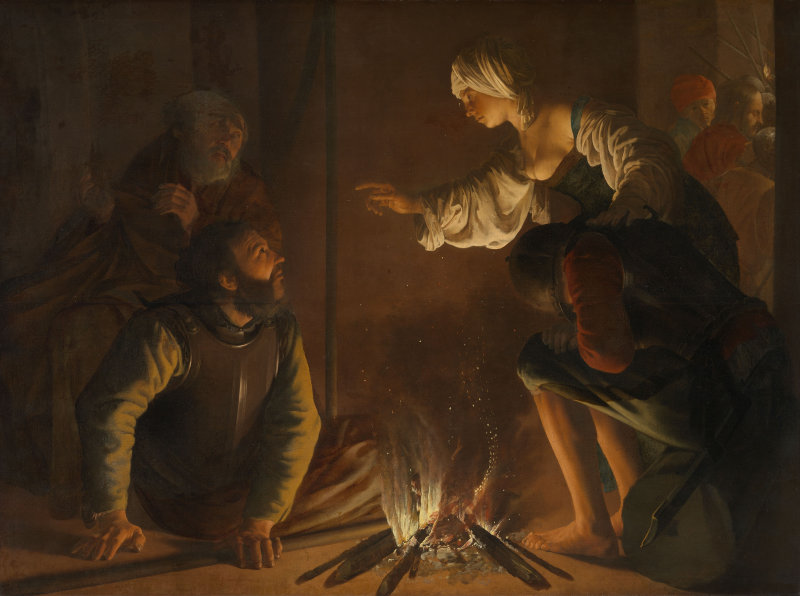
The Denial of St. Peter (1628), 132.3 x 178 cm, Art Institute of Chicago, Chicago
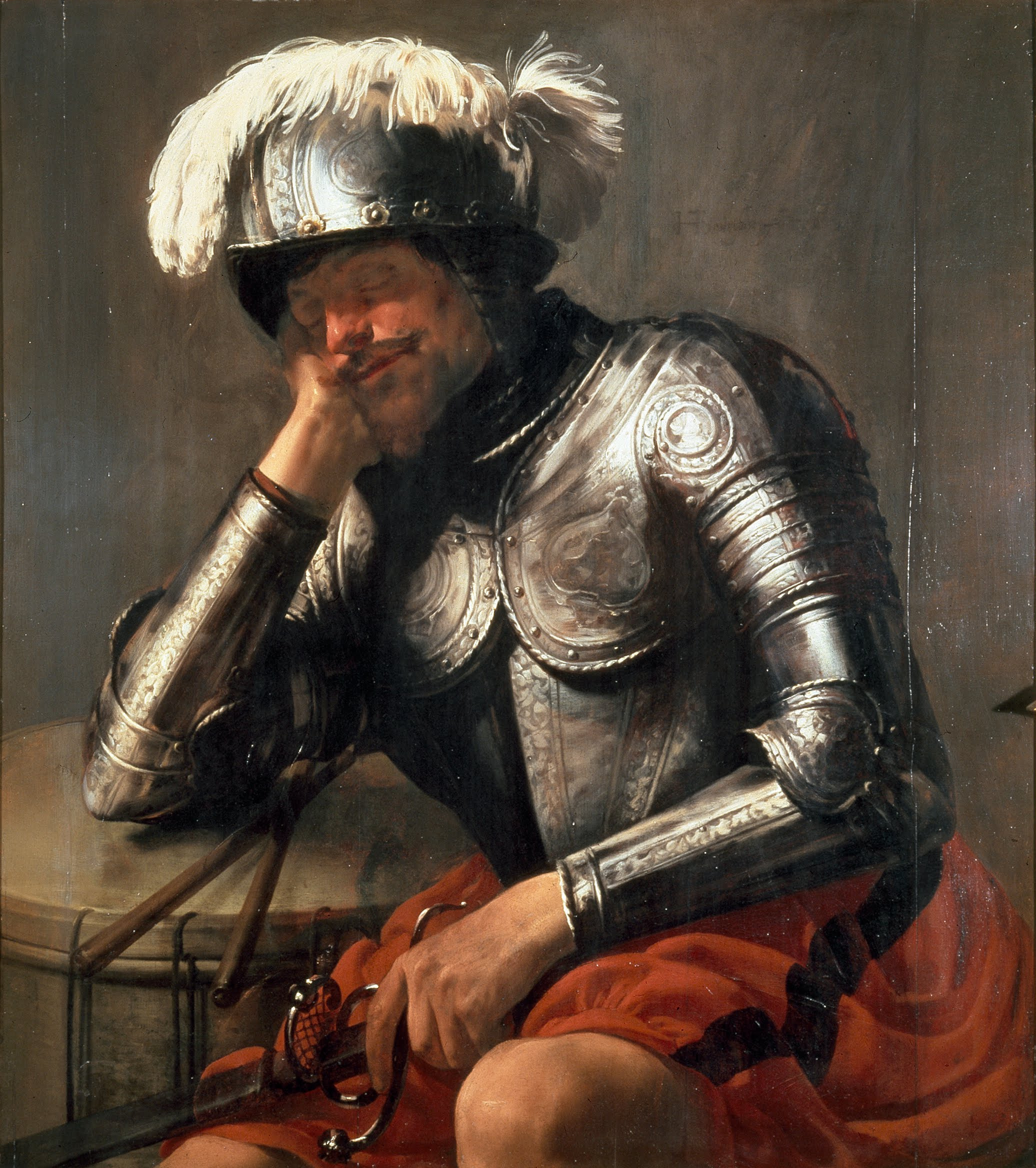
Mars Asleep (1629), 152 x 140 cm, Centraal Museum, Utrecht
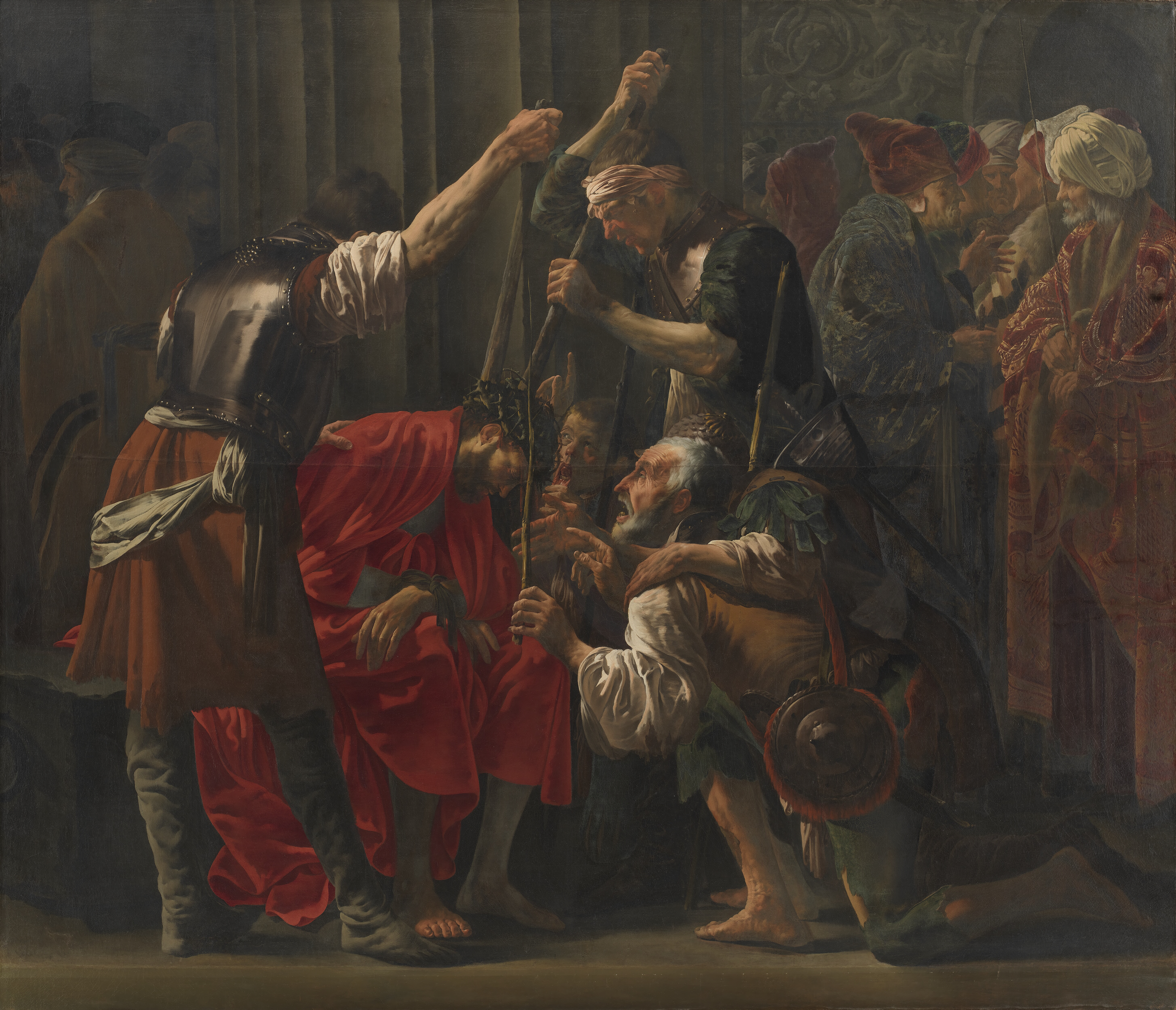
Christ Crowned with Thorns (1620), 207 x 240 cm, Statens Museum for Kunst, Copenhagen